# Бігова (платформа)
Бігова́ (рос. Беговая) — зупинний пункт/пасажирська платформа Смоленського (Білоруського) напрямку Московської залізниці та маршрутів МЦД-1, МЦД-4
.
у Москві.
Має пряме сполучення моторвагонних поїздів з пунктами Савеловського та Курського напрямків.
Найвіддаленіші точки безпересадкового сполучення:
- На захід: Бородіно, Звенигород, Усово
- На схід:
  - У напрямку з Бегової: Серпухов, Дубна
  - У напрямку на Бігову: Серпухов, Дубна

З/до Бігової можна доїхати до/з двох зупинних пунктів з однаковою назвою «Депо». Перше розташовано на ділянці Москва-Бутирська — Ікша, до нього прямують потяги призначенням Ікша, Дмитров, Савелово, Дубна. Друге розташоване на ділянці Москва-Пасажирська-Курська — Столбова, до нього прямують потяги призначенням Серпухов, Чехов, Столбова, Львовська, Подольськ, Щербинка, Червоний Будівельник, Царицино, Депо.
Платформа розташована поблизу Ваганьковського шляхопроводу, розв'язки Третього транспортного кільця та Хорошевського шосе.
Поблизу платформи розташовано Ваганьковський цвинтар та Московський іподром (від якого і пішла назва місцевості «Бѣга», що дало назву залізничній платформі).
Має склад з двох берегових платформ, сполучених підземним переходом. У 2000 році кожна платформа була обладнана турнікетами. Північна платформа — № 1 «Від Москви», південна платформа — № 2 «На Москву». У переході при підйомі з метро ближче платформа № 1, наступна платформа № 2.
Час руху від станції Москва-Пасажирська-Смоленська — 4 хвилини.

## Пересадки
- Бігова
- Автобуси: м35, с23, 27, 175, 345, с364, 847, т65, т86